# Денежная система Франции при Старом порядке
Де́нежная систе́ма Фра́нции при Ста́ром поря́дке — денежная система, существовавшая в Королевстве Франции до революции 1789 года и последовавшей за ней денежной реформы 1795 года.

## Счётные единицы и платёжные средства

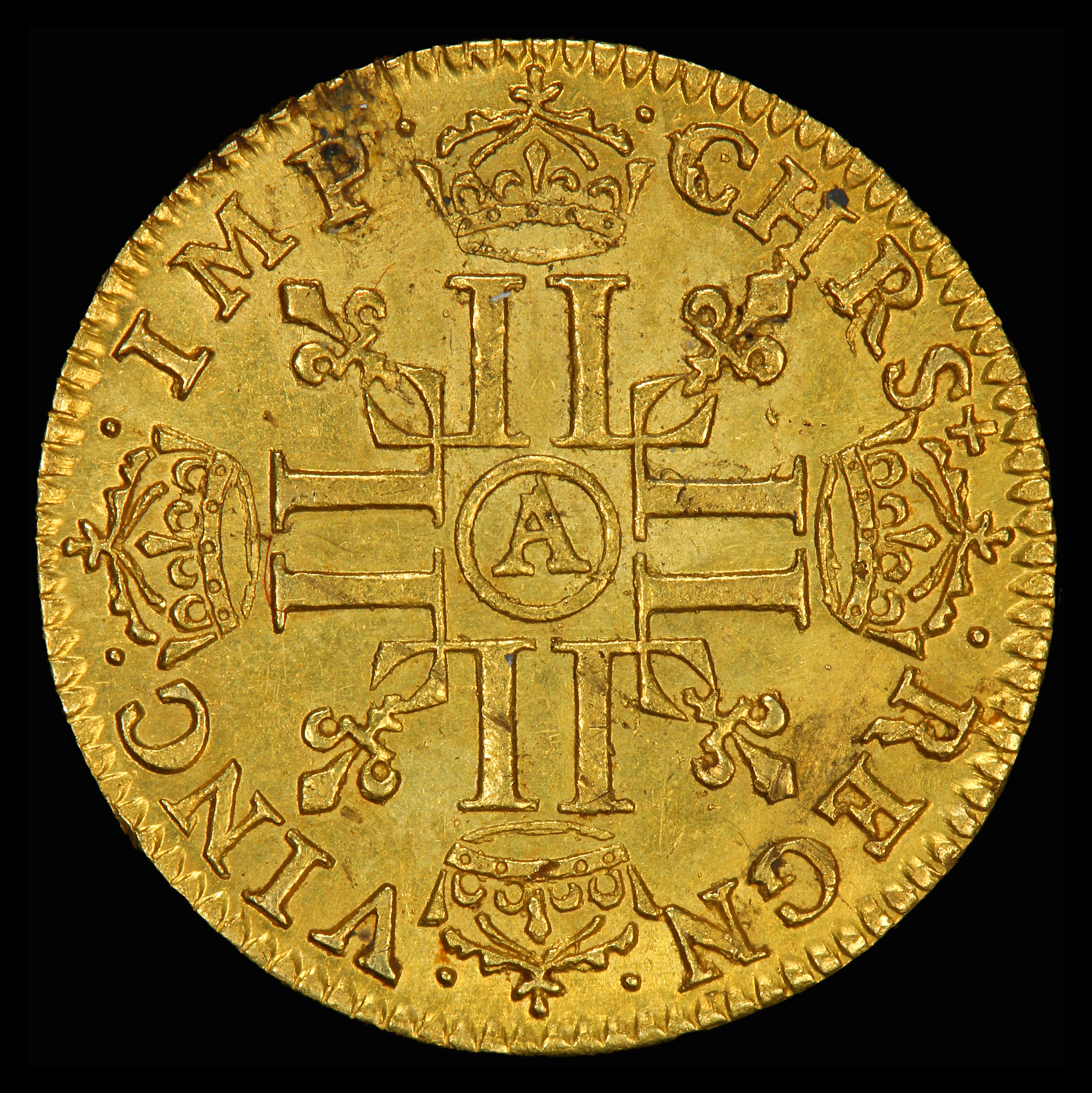
Полулуидор 1643 года.

При Старом порядке денежная система базировалась на принципах наличия двух видов денежных единиц:
- Счётных единиц — абстрактных единиц, не имевших зачастую физического воплощения и служивших исключительно для номинации цены и для счёта: ливр (называемый также французским фунтом), су (называемая также соль) и денье.
- Платёжных средств — конкретных монет, чеканившихся уполномоченными монетными дворами и использовавшимися для расчётов: луидор, экю, лиард и т. д.

Цены указывались в счётных единицах, а оплата производилась платёжными средствами, что вызывало сложности у населения, бывшего в большинстве своём неграмотным.

## Счётные единицы
Счётными единицами были ливр, су и денье. Ливр равнялся 20 су и 240 денье.
|       | ливр   | су    | денье |
| ливр  | 1      | 20    | 240   |
| су    | 1/ 20  | 1     | 12    |
| денье | 1/ 240 | 1/ 12 | 1     |

### Два вида счётных единиц

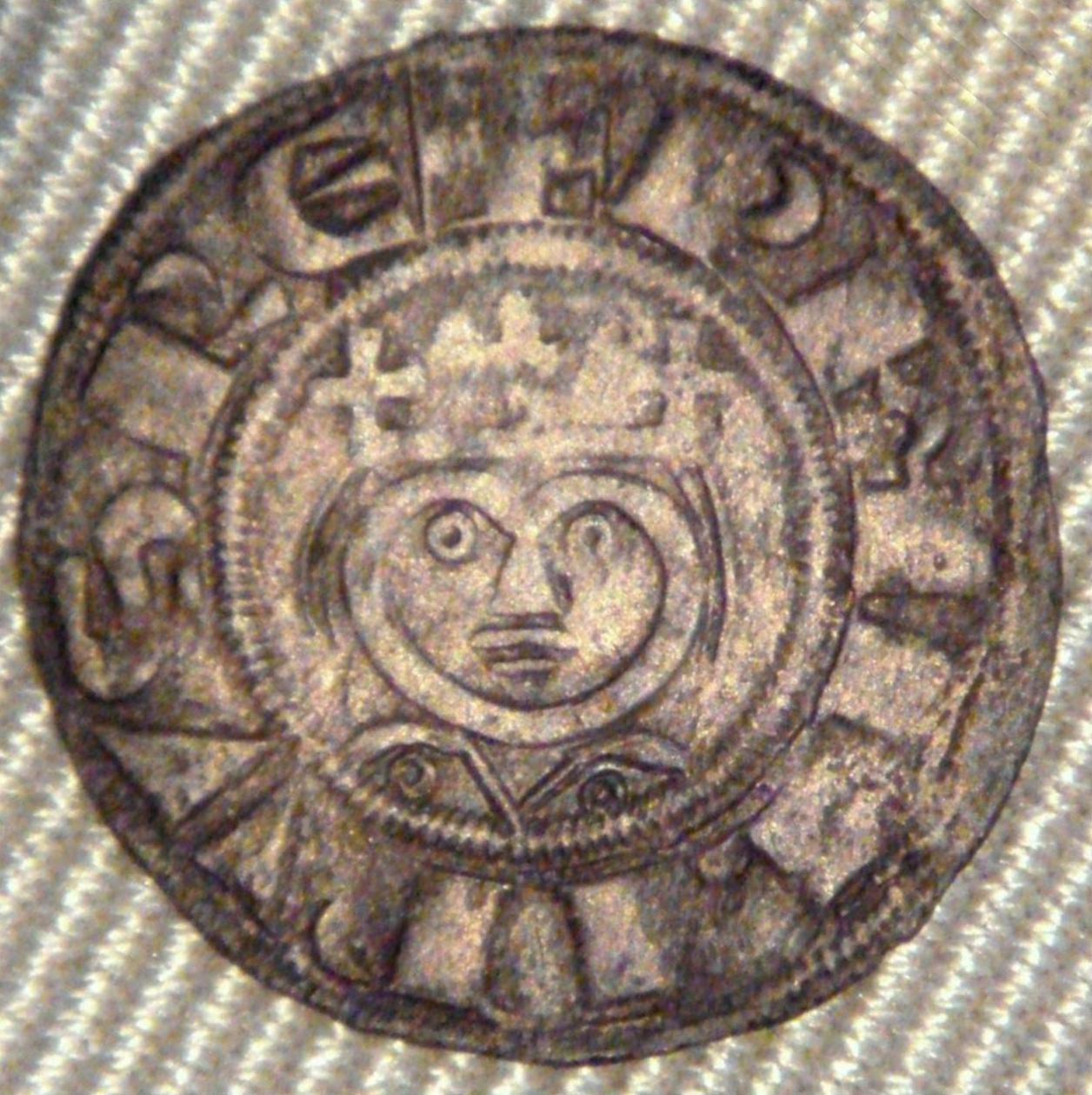
Денье Филиппа II, 1180 год.

Денежная система Франции усложнялась наличием двух разных фунтов с различным содержанием металла и разной стоимостью: парижского ливра и турского ливра. Лишь в 1667 году парижский ливр был окончательно упразднён, а начиная с 1720 года всякая возможность двоякого толкования отпала, и турский ливр начинают называть просто ливром. До этого момента каждому из двух ливров соответствовали свой су и свой денье. Соотношение было всегда одним и тем же (1 ливр равнялся 20 су, а один су — 12 денье), но стоимость была различной, поскольку стоимость исходного металла также различалась. Таким образом, приходилось вести речь о парижском су, турском денье и т. д. и всегда иметь в виду соответствующие обменные курсы.
- 1 парижский ливр = 5/4 турского ливра
- 1,25 турского ливра = 1 парижский ливр
- Поскольку 1 ливр равнялся 20 су, то 1 парижский ливр равнялся {\displaystyle \scriptstyle (5/4)\times 20} турским су, то есть 25 турским су.

|                  | турский ливр | турский су | турский денье |
| парижских ливров | 5/4          | 25         | 300           |
| парижских су     | 1/16         | 5/4        | 15            |
| парижских денье  | 1/192        | 5/48       | 5/4           |

|                | парижский ливр | парижский су | парижский денье |
| турских ливров | 4/5            | 16           | 192             |
| турских су     | 1/25           | 4/5          | 48/5            |
| турских денье  | 1/300          | 1/15         | 4/5             |

## Двенадцатеричная система счисления
Денежную систему Франции при Старом порядке часто называют двенадцатизначной, что не совсем верно, поскольку в ливре содержались 20, а не 12 су. 240 (число денье в ливре) является сверхсоставным, то есть легко делимым.
Такая система была внедрена в правление Карла Великого и продержалась на протяжении всего Старого порядка — в течение целого тысячелетия. Она была отменена лишь декретом 18 жерминаля III года (7 апреля 1795 года), ей на смену пришла более простая десятичная система французского франка. Франк равнялся 100 сантимам и составлял 4,5 грамма чистого серебра. Законом от 25 жерминаля IV (1796) года устанавливал обменный курс франка к турскому ливру, добавив небольшую дополнительную стоимость франку:
101 турский ливр + 5 турских су = 100 франков.
То есть обменный курс турского ливра к франку составлял 1,0125 : 1.
Переходный период занял 15 лет — вплоть до 1810 года.
| Древнеримская система | Древнеримская система | Система при Старом порядке | Система при Старом порядке | Система при Старом порядке | Французский франк | Французский франк | Евро |
|                       | 781                   | 781                        | 1795                       | 1795                       | 1795              | 1999              | 2000 |

Эта же система проникла с Норманским завоеванием в Англию, где сохранялась вплоть до 1970-х годов: турский ливр (фунт) стал там называться фунт стерлингов и подразделяться на 20 шиллингов, каждый из которых подразделялся на 12 пенсов. Лишь в 1972 году шиллинг бы упразднён, а фунт стерлингов стал равен 100 пенсам.

## Платёжные средства
Платёжными средствами называются физические монеты, находящиеся в денежном обороте. Королём вводился тип монеты и её неизменная стоимость в счётных единицах. Скажем, когда в 1654 году был введён лиард, его стоимость была установлена в 3 денье.
| Название              | Стоимость                    | Создание  | Ликвидация | Металл                          | Ливров | Су     | Денье   |
| --------------------- | ---------------------------- | --------- | ---------- | ------------------------------- | ------ | ------ | ------- |
| экю                   | 3 ливра                      | 1253      | 1834       | золото, с 1640 — серебро        | 3      | 60     | 720     |
| луидор                | от 10 ливров                 | 1640      | 1795       | золото                          | от 10  | от 200 | от 2400 |
| 1/2 луидора           | от 5 ливров                  |           |            | серебро                         | от 5   | от 100 | от 1200 |
| франк                 | 1 ливр (20 су или 240 денье) | 1360      |            | золото                          | 1      | 20     | 240     |
| 1/4 луидора           | от 2 ливров 10 су            |           |            | серебро                         | 2,5    | 50     | 600     |
| 1/5 экю               | 12 су                        |           |            | серебро                         | 0,6    | 12     | 144     |
| 1/6 луидора           | от 1 ливра 13 су 4 денье     |           |            | серебро                         | 1,66   | 33,33  | 400     |
| 1/12 луидора          | от 16 су 8 денье             |           |            | серебро                         | 0,83   | 16,66  | 200     |
| турский грош          | 12 денье                     | 1260—1263 |            | серебро                         | 1/20   | 1      | 12      |
| гро-блан              | 10 денье                     | XIV век   |            | серебро                         |        |        |         |
| пти-блан              | 5 денье                      | XIV век   |            | серебро                         |        |        |         |
| лиард                 | 3 денье                      | 1654      | 1792       | медь                            | 1/80   | 1/4    | 3       |
| двойной турский денье | 2 денье                      | XIII век  | 1647       | биллон, с конца XVI века — медь | 1/120  | 1/6    | 2       |
| май                   | 1/2 денье                    | XII век   |            | серебро                         | 1/480  | 1/24   | 1/2     |

Примечание. Луидор сначала ценился в 10 ливров, но постепенно, в связи с «порчей денег» и ростом цен на золото, его стоимость возрастала. Так, в конце XVII в. его цена колебалась от 10 до 14 ливров, в XVIII в. она возросла с 15 до 36 ливров, затем стабилизировалась на уровне 24 ливров; луидор времен республики ценился в 25 ливров. В таблице стоимость дробных частей луидора указана, исходя из стоимости луидора в 10 ливров. Источник (ссылка на словарь Зварича, статью "Луидор") указан только при первом упоминании луидора в таблице.
В дополнение к описанным выше примерам путаницы: несмотря на официальное название монеты, её могли именовать названием её стоимостного эквивалента. Например, франк — монета, стоимостью 1 ливр, таким же образом назывался.

## Чеканка

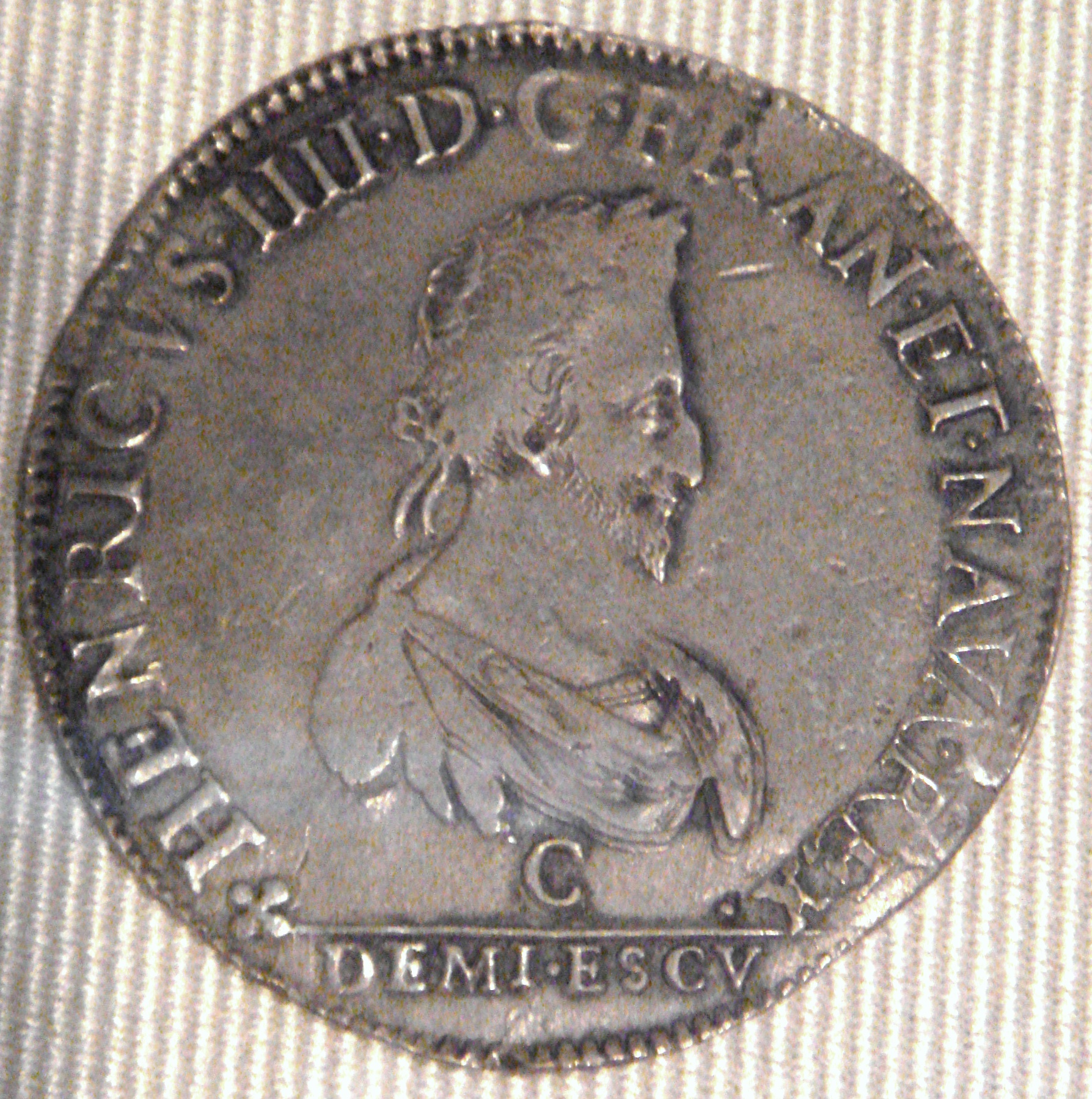
Полуэкю Генриха IV Наваррского, 1585.

Чеканка монеты производилась по королевскому указу монетными дворами в Париже и в провинции. Обычно монетный двор помещал своё клеймо на выпущенную монету — так изображение цапли с головой, повёрнутой вправо, означало выпуск Жана Дюпейрона из Парижа во второй половине XVIII века.
На монетах не указывался никакой номинал. Они стоили столько, сколько стоил их металл. Бывало, монеты распиливали и продавали на вес. В зависимости от денежной политики конкретного периода истории, стоимость монет изменялась, путём изменения их веса или их металла, из которого монета чеканилась, её внешнего вида. Изменение внешнего вида монеты обуславливалось не только денежной политикой, но и сменой королей — на новых монетах изображался текущий монарх. Монеты с новым изображением обычно чеканились из металла, полученного от переплавки старых монет.
Поэтому, для каждого типа монеты (экю, лиард, луидор и т. д.) существует множество разновидностей. Скажем, экю всегда равнялся трём ливрам, но он чеканится из золота в XIII веке и из серебра (белый экю) в XIV веке. В том же XIV веке существуют несколько разновидностей экю:
- экю «vertugadin» (1715) весом 30,594 граммов
- «наваррский» экю (1718) весом 24,475 грамма
- экю «с восемью L» (1721) весом 23,590 грамма

Следующие таблицы представляют собой вкратце данные о девальвации французских монет:

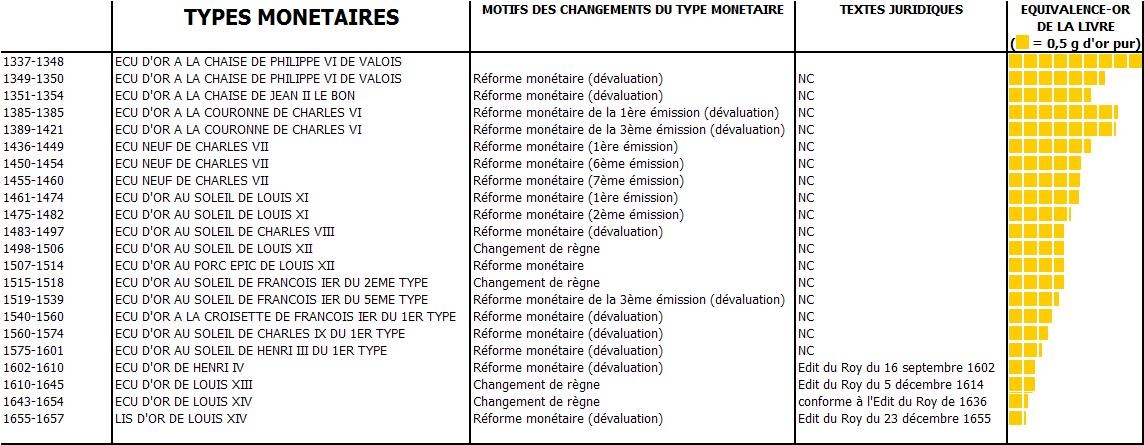
Золотое содержание экю по годам

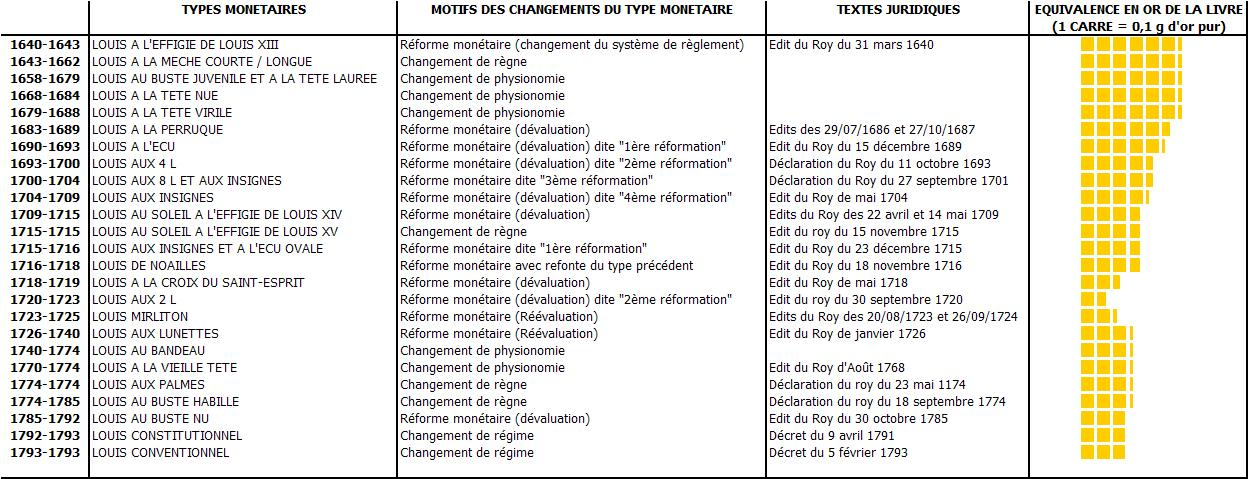
Золотое содержание луидора по годам